# Ommelanderwijk
Ommelanderwijk (Gronings: De Wieke) is een dorp in de gemeente Veendam, provincie Groningen (Nederland). Het dorp is ontstaan langs de wijk met die naam.

## Beschrijving

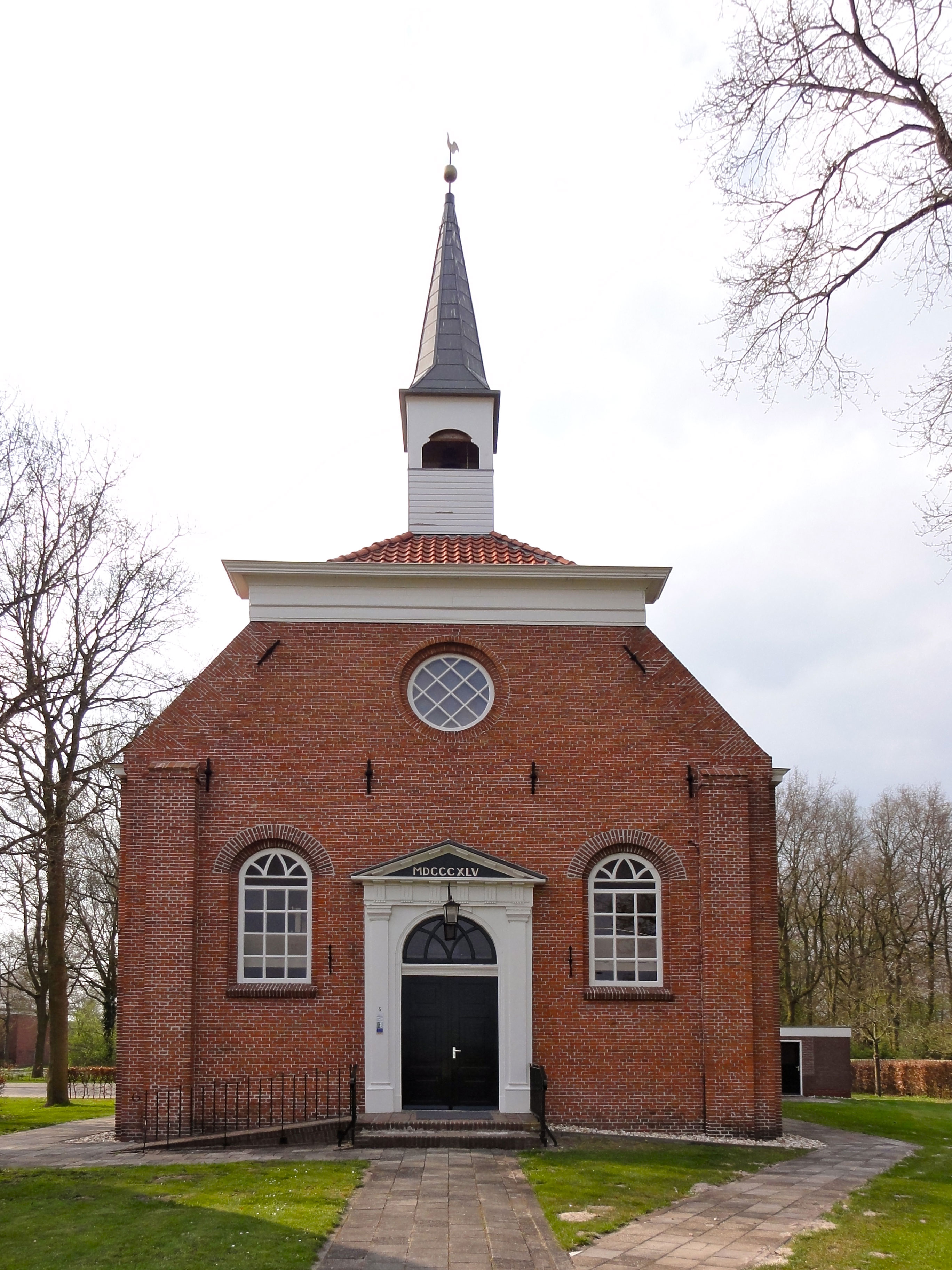
De Hervormde kerk uit 1845

De naam verwijst naar de streek de Ommelanden. In de begintijd van de grootschalige vervening in de Groninger Veenkoloniën lag het initiatief bij particuliere bedrijven, meestal aangeduid als compagnie. De stad Groningen trok vrij snel de regie naar zich toe, zie bijvoorbeeld de naam Borgercompagnie, die verwijst naar de borgers van de stad. Een aantal ondernemende jonkers uit de Ommelanden wilden ook hun geluk in de wilde venen beproeven en zij begonnen in 1653 met het graven van de Ommelanderwijk. De aanleg van de wijk was echter een vrij moeizaam proces. Pas in 1819 werd Nieuwe Pekela bereikt. In 1858 werd een kanaalwaterschap opgericht om het kanaal en een schutsluis te onderhouden.
Vanaf de wijk liepen in de tijd van de turfwinning op regelmatige afstand in- of zijwijken. Deze werden genummerd. Numero Dertien bestaat nog steeds. De wijk werd in 1968 gedempt. 
Sinds 1845 heeft Ommelanderwijk een hervormde kerk, waarin in 1874 een kerkorgel werd geplaatst van de Veendammer orgelbouwer Roelf Meijer. In 2008 werden kerk en orgel gerestaureerd.

## Joodse begraafplaats
In Ommelanderwijk werd in 1741 een joodse begraafplaats gesticht. In Veendam en Muntendam was een aanzienlijke joodse gemeenschap, in Veendam had zij een synagoge, de begraafplaats werd bewust aangelegd in het weidse land, zodat deze ook in toekomstige tijden onberoerd zou blijven.